# 크리티컬 쿼털리
크리티컬 쿼털리(영어: Critical Quarterly) 와일리가 분기별로 발행하는 동료 평가 인문학 학술지이다. 특히 1969년부터 1977년까지 교육에 관한 블랙 페이퍼스(Black Papers)를 발행했다.

## 역사

### 초창기
크리티컬 쿼털리는 1958년 초대 편집장인 브라이언 콕스(C. B. 콕스)와 A. E. 다이슨이 설립하였다. 콕스는 케임브리지 대학교 영문학과를 수학했으며, F. R. 리비스를 사사했다. 이는 초기 크리티컬 쿼털리에 레이먼드 윌리엄스, 데이비드 로지, 프랭크 커모드 등 새로운 세대의 학자의 연구를 출판할 수 있게 했다. 어떤 면에 크리티컬 쿼털리는 리비스의 프로젝트를 수정하려고 했다. 특히 콕스와 다이슨은 리비스와 제자들이 동시대의 그글을 부당하게 무시하는 경향이 있다고 느꼈는데, 그 이유 중 하나는 "쇠퇴하는 문화의 신화"에 대한 확고한 믿음 때문이었다. 크리티컬 쿼털리의 초창기에는 현대시를 포함하는 것으로 유명했으며, 실비아 플래스, 톰 건, 필립 라킨, 테드 휴스의 경력을 시작하는데 도움을 주어다.

### 맥케이브 시절
1987년, 콕스가 거의 30년 동안 편집장를 지낸 후, 콜린 맥케이브가 편집장으로 취임해 "크리티컬 쿼털리의 목표"(Aims for Critical Quarterly)에서 학술지에 대한 새로운 계획을 발표했다. 1987년 《The Year's Work in English Studies》는 크리티컬 쿼털리가 "비록 즐겁고 때로는 활기찼음에도 불구하고 수년 동안 틀에 박힌 것처럼 보였으며, 프로젝트를 완전히 고치려는 새 팀의 노력을 기대한다"라고 언급했다. 맥케이브는 당시 다양한 구조주의와 탈구조주의의 아이디어를 영문학 연구에 도입하는 (이에 관한 논란에 여지가 있었다) 것과 밀접한 관련이 있었으며, 크리티컬 쿼털리는 원래의 정신을 대체로 고수하면서도 더 이론적인 방향으로 나아갔다. 특히 영화 연구, 문화 연구 및 역사와 문학 비평에 대한 보다 전통적인 초점도 함께 따랐다. 맥케이브의 편집 하에 크리티컬 쿼털리는 프레드릭 제임슨, 슬라보예 지젝, 자클린 로즈, 폴 길로이 등 저명한 학자의 글을 출판했다.